# Zinaida Kobzeva
Zinaida Fedorovna Černikova, coniugata Kobzeva (in russo Зинаида Федоровна Черникова-Кобзева?; Kuzneck, 2 agosto 1946 – San Pietroburgo, 18 giugno 2018), è stata una cestista sovietica.

## Carriera
Con l'Unione Sovietica ha disputato i Campionati del mondo del 1971 e due edizioni dei Campionati europei (1970, 1972).